# Cagliari Calcio 2012-2013
Questa voce raccoglie i dati riguardanti il Cagliari Calcio nelle competizioni ufficiali della stagione 2012-2013.

## Stagione
Confermato Ficcadenti in panchina, nell'estate 2012 la società cagliaritana compie gli acquisti di Luca Rossettini, Vincenzo Camilleri, Federico Casarini e Danilo Avelar: vengono inoltre ufficializzati i riscatti delle proprietà di Ekdal e Pinilla. La stagione si apre ufficialmente il 18 agosto, con il terzo turno di Coppa Italia, che vede i rossoblù sconfiggere per 2-1 lo Spezia. Dopo aver eliminato il Pescara (neopromosso in A) al quarto turno, i sardi escono agli ottavi di finale per mano della Juventus, che vince 1-0 a Torino.
Il 2 settembre, alla seconda giornata del Campionato 2012-2013, viene inaugurato lo stadio Is Arenas in occasione dell'incontro Cagliari-Atalanta (finito 1-1). Il 22 settembre a seguito di un comunicato emesso dalla società alcuni giorni prima, il prefetto è costretto a rinviare l'incontro Cagliari-Roma: ai giallorossi viene però assegnata la vittoria a tavolino per 3-0 (nonostante il ricorso presentato, la sentenza viene confermata il 20 novembre). In data 2 ottobre, due giorni dopo la sconfitta subita contro il Pescara (terza sconfitta in sei giornate), Cellino esonera Ficcadenti: al suo posto una bandiera del Cagliari, Ivo Pulga (che giocò nel club dal 1985 al 1991). Nonostante un inizio positivo, con quattro vittorie consecutive, nelle seguenti otto giornate la squadra ottiene solo due punti: a causa dell'indisponibilità del nuovo stadio, l'incontro del 21 dicembre con la Juventus (perso 1-3) viene disputato al Tardini di Parma. Il 6 gennaio 2013, perdendo per 2-1 contro la Lazio, la squadra stabilisce il record negativo di sconfitte consecutive (sei): la striscia viene interrotta la domenica seguente, grazie alla vittoria per 2-1 sul Genoa.
Nel mese di febbraio la vittoria contro la Roma (4-2) e il pareggio contro il Milan (1-1) contribuiscono ad allontanare il Cagliari dalla zona retrocessione. Nemmeno l'arresto del presidente Massimo Cellino (avvenuto il 14 febbraio, con le accuse di peculato e falso ideologico) incide sul rendimento della squadra, che perde solo due volte nelle dieci partite successive. Il 5 maggio il pareggio per 0-0 contro il Chievo, unito alla contestuale sconfitta del Palermo contro la Juventus, significa l'aritmetica salvezza con tre domeniche di anticipo. La squadra cagliaritana termina il campionato all'undicesimo posto, con 47 punti. Tra le note positive della stagione va citato Marco Sau: il giovane attaccante segna 12 reti nel campionato d'esordio in Serie A.

## Divise e sponsor
Lo sponsor tecnico è Kappa, mentre i due sponsor ufficiali sono Sardegna e Tirrenia.
La prima maglia presenta di nuovo la divisione a mezzi e colletto tutto blu, mentre cambiano la dimensione dei simboli Kappa sulle spalle e il giromanica.
La seconda maglia presenta alcune novità, come il colletto e le maniche rossoblù e la dimensione, posizione e colore dei simboli Kappa, che diventano grandi, si trasferiscono sulle spalle e diventano totalmente blu. Altra novità è la bandiera sarda dei quattro mori che sostituisce il simbolo del Cagliari sul petto.
Rimangono uguali la terza maglia (rossa) e la quarta maglia (blu) e le maglie da portiere (verde, grigia e gialla).
| Casa | 2º divisa | 3ª divisa | 4ª divisa | 1ª portiere | 2ª portiere | 3ª portiere |  |

## Rosa
Rosa aggiornata al 12 febbraio 2013.
| N. |                      | Ruolo | Calciatore                    |
| -- | -------------------- | ----- | ----------------------------- |
| 1  | Italia (bandiera)    | P     | Michael Agazzi                |
| 2  | Italia (bandiera)    | D     | Vincenzo Camilleri            |
| 3  | Italia (bandiera)    | D     | Lorenzo Ariaudo               |
| 4  | Belgio (bandiera)    | C     | Radja Nainggolan              |
| 5  | Italia (bandiera)    | C     | Daniele Conti (capitano)      |
| 7  | Italia (bandiera)    | C     | Andrea Cossu                  |
| 8  | Brasile (bandiera)   | D     | Danilo Avelar                 |
| 9  | Argentina (bandiera) | A     | Joaquín Larrivey              |
| 13 | Italia (bandiera)    | D     | Davide Astori (vice capitano) |
| 14 | Italia (bandiera)    | D     | Francesco Pisano              |
| 15 | Italia (bandiera)    | D     | Luca Rossettini               |
| 16 | Svezia (bandiera)    | C     | Sebastian Eriksson            |
| 18 | Brasile (bandiera)   | A     | Nenê                          |
| 19 | Brasile (bandiera)   | A     | Thiago Ribeiro                |

| N. |                     | Ruolo | Calciatore        |
| -- | ------------------- | ----- | ----------------- |
| 20 | Svezia (bandiera)   | C     | Albin Ekdal       |
| 21 | Italia (bandiera)   | C     | Daniele Dessena   |
| 22 | Uruguay (bandiera)  | C     | Matías Cabrera    |
| 23 | Colombia (bandiera) | A     | Víctor Ibarbo     |
| 24 | Italia (bandiera)   | D     | Gabriele Perico   |
| 25 | Serbia (bandiera)   | P     | Vlada Avramov     |
| 26 | Italia (bandiera)   | P     | Riccardo Anedda   |
| 27 | Italia (bandiera)   | A     | Marco Sau         |
| 29 | Italia (bandiera)   | D     | Nicola Murru      |
| 30 | Uruguay (bandiera)  | C     | Pablo Ceppelini   |
| 32 | Italia (bandiera)   | C     | Federico Casarini |
| 33 | Italia (bandiera)   | C     | Marco Piredda     |
| 34 | Italia (bandiera)   | D     | Dario Del Fabro   |
| 51 | Cile (bandiera)     | A     | Mauricio Pinilla  |

## Organigramma societario
Area direttiva
- Presidente e Amministratore delegato: Massimo Cellino
- Consigliere Responsabile Marketing: Ercole Cellino
- Consigliere di Amministrazione: Edoardo Cellino
- Consigliere Resp. Impianti Tecnici e della Sicurezza: Marcello Vasapollo
- Consigliere Ammin. Delegato Rapporti Tifoseria: Giampaolo Caboni

Area marketing
- Respons. Marketing: Stefania Campus
- Respons. Cagliari Point: Laura Mareddu

Area organizzativa
- Responsabile Amministrativo: Carlo Catte
- Resp. e Direttore Tecnico Settore Giovanile: Gianfranco Matteoli
- Direttore Generale: Francesco Marroccu
- Resp. Relazioni Esterne: Sandro Angioni
- Consulente Marketing: Stefania Campus
- Segretaria Presidenza: Yveline Fonteny
- Segretario Generale Sportivo: Matteo Stagno
- Addetto Ufficio stampa: Francesco Ciusa

Area tecnica
- Responsabile Prima Squadra: Ivo Pulga (subentrato il 02/10/12 a Massimo Ficcadenti)
- Vice Allenatore: Diego Luis López (subentrato il 02/10/12 a Bruno Conca)
- Preparatore dei Portieri: Nico Facciolo
- Preparatore Atletico: Francesco Bertini

Area sanitaria
- Resp. Sanitario: Marco Scorcu
- Medico Prima Squadra: Francesco Piras
- Fisioterapisti: Salvatore Congiu, Francesco Todde

## Calciomercato

### Sessione estiva(dal 01/06 al 31/8)
| Acquisti | Acquisti               | Acquisti  | Acquisti                         |
| R.       | Nome                   | da        | Modalità                         |
| -------- | ---------------------- | --------- | -------------------------------- |
| D        | Luca Rossettini        | Siena     | definitivo                       |
| D        | Danilo Fernando Avelar | Karpaty   | prestito                         |
| D        | Vincenzo Camilleri     | Reggina   | prestito                         |
| D        | Vlado Šmit             | SPAL      | definitivo                       |
| C        | Daniele Dessena        | Sampdoria | riscatto                         |
| C        | Albin Ekdal            | Juventus  | riscatto compartecipazione       |
| C        | Federico Casarini      | Bologna   | prestito con diritto di riscatto |
| A        | Mauricio Pinilla       | Palermo   | riscatto a 3,7 mln               |

| Cessioni | Cessioni            | Cessioni  | Cessioni    |
| R.       | Nome                | a         | Modalità    |
| -------- | ------------------- | --------- | ----------- |
| D        | Michele Canini      | Genoa     | definitivo  |
| D        | Alessandro Agostini | Torino    | rescissione |
| D        | Vlado Šmit          | Triglav   | definitivo  |
| C        | Rui Sampaio         | Olhanense | prestito    |

### Trasferimenti tra le due sessioni di mercato
| Cessioni | Cessioni         | Cessioni | Cessioni    |
| R.       | Nome             | a        | Modalità    |
| -------- | ---------------- | -------- | ----------- |
| A        | Joaquín Larrivey |          | rescissione |
| A        | Daniele Ragatzu  |          | rescissione |

### Sessione invernale(dal 3/01 al 31/01)
| Acquisti | Acquisti       | Acquisti  | Acquisti             |
| R.       | Nome           | da        | Modalità             |
| -------- | -------------- | --------- | -------------------- |
| C        | Matías Cabrera | Nacional  | definitivo           |
| C        | Rui Sampaio    | Olhanense | risoluzione prestito |

| Cessioni | Cessioni           | Cessioni  | Cessioni             |
| R.       | Nome               | a         | Modalità             |
| -------- | ------------------ | --------- | -------------------- |
| C        | Pablo Cepellini    | Lumezzane | prestito             |
| D        | Vincenzo Camilleri | Reggina   | risoluzione prestito |
| C        | Rui Sampaio        | Beira-Mar | prestito             |

## Risultati

### Serie A

#### Girone di andata
| Arbitro: | Rizzoli (Bologna) |

|                         |           |  |
| Merkel 51’ Immobile 85’ | Marcatori |  |

| Arbitro: | Peruzzo (Schio) |

|              |           |           |
| Ekdal 90'+1’ | Marcatori | 81’ Denis |

| Arbitro: | Mazzoleni (Bergamo) |

|                  |           |         |
| Arévalo Rios 40’ | Marcatori | 88’ Sau |

| Quartu Sant'Elena 23 settembre 2012, ore 15:00 CEST 4ª giornata | Cagliari            | 0 – 3 (tav) referto | Roma | Stadio Is Arenas (0 spett.)\| Arbitro: \| Giannoccaro (Lecce) \| |
| Arbitro:                                                        | Giannoccaro (Lecce) |                     |      |                                                                  |

| Arbitro: | De Marco (Chiavari) |

|                      |           |  |
| El Shaarawy 15’, 77’ | Marcatori |  |

| Arbitro: | Damato (Barletta) |

|                    |           |                        |
| Pinilla 83’ (rig.) | Marcatori | 50’ Terlizzi 76’ Weiss |

| Arbitro: | Celi (Bari) |

|  |           |                 |
|  | Marcatori | 74’ (rig.) Nenê |

| Arbitro: | Doveri (Roma) |

|                |           |  |
| Nainggolan 60’ | Marcatori |  |

| Arbitro: | Rocchi (Firenze) |

|  |           |             |
|  | Marcatori | 47’ Dessena |

| Arbitro: | Guida (Torre Annunziata) |

|                                         |           |                           |
| Nenê 5’, 25’ Sau 27’ Thiago Ribeiro 89’ | Marcatori | 42’ Bogdani 90'+3’ Calaiò |

| Arbitro: | Calvarese (Teramo) |

|                                                 |           |              |
| Rodríguez 14’ Jovetić 50’ Toni 54’ Cuadrado 84’ | Marcatori | 42’ Casarini |

| Quartu Sant'Elena 10 novembre 2012, ore 18:00 CET 12ª giornata | Cagliari            | 0 – 0 referto | Catania | Stadio Is Arenas (13.048 spett.)\| Arbitro: \| Di Bello (Brindisi) \| |
| Arbitro:                                                       | Di Bello (Brindisi) |               |         |                                                                       |

| Arbitro: | Giacomelli (Trieste) |

|                               |           |              |
| Palacio 10’ Astori 82’ (aut.) | Marcatori | 42’, 68’ Sau |

| Arbitro: | Giannoccaro (Lecce) |

|  |           |            |
|  | Marcatori | 73’ Hamsik |

| Arbitro: | Tommasi (Bassano del Grappa) |

|                                                 |           |             |
| Pereyra 33’ Angella 39’ Danilo 48’ Pasquale 66’ | Marcatori | 80’ Dessena |

| Arbitro: | Russo (Nola) |

|  |           |                          |
|  | Marcatori | 67’ Paloschi 87’ Thereau |

| Arbitro: | Ostinelli (Como) |

|                                                  |           |         |
| Belfodil 21’, 85’ Valdés 65’ (rig.) Biabiany 54’ | Marcatori | 20’ Sau |

| Arbitro: | Damato (Barletta) |

|                    |           |                                |
| Pinilla 16’ (rig.) | Marcatori | 75’, 90+2’ Matri 90+5’ Vucinic |

| Arbitro: | Orsato (Schio) |

|                               |           |         |
| Konko 79’ Candreva 86’ (rig.) | Marcatori | 62’ Sau |

#### Girone di ritorno
| Arbitro: | Rocchi (Firenze) |

|                   |           |               |
| Sau 55’ Conti 82’ | Marcatori | 48’ E. Pisano |

| Arbitro: | Tagliavento (Terni) |

|               |           |                  |
| Stendardo 57’ | Marcatori | 2’ (aut.) Canini |

| Arbitro: | Valeri (Roma) |

|                |           |            |
| T. Ribeiro 90’ | Marcatori | 30’ Ilicic |

| Arbitro: | Romeo (Verona) |

|                           |           |                                                           |
| Totti 35’ Marquinho 90+3’ | Marcatori | 3’ Nainggolan 46’ (aut.) Goicoechea 53’ Sau 71’ F. Pisano |

| Arbitro: | Giannoccaro (Lecce) |

|            |           |                      |
| Ibarbo 45’ | Marcatori | 82’ (rig.) Balotelli |

| Arbitro: | Gervasoni (Mantova) |

|  |           |              |
|  | Marcatori | 53’, 61’ Sau |

| Arbitro: | Peruzzo (Schio) |

|                                                    |           |                                               |
| Sau 37’ (rig.) Pinilla 87’ (rig.) Conti 75’, 90+4’ | Marcatori | 47’ Cerci 54’ Stevanović 90+2’ (rig.) Bianchi |

| Arbitro: | Banti (Livorno) |

|                                       |           |  |
| Taïder 7’ Diamanti 18’ Pasquato 90+2’ | Marcatori |  |

| Arbitro: | Massa (Imperia) |

|                      |           |                       |
| Ibarbo 18’, 52’, 72’ | Marcatori | 90’ (rig.) Maxi López |

| Siena 17 marzo 2013, ore 12:30 CET 29ª giornata | Siena         | 0 – 0 referto | Cagliari | Stadio Artemio Franchi (8.639 spett.)\| Arbitro: \| Doveri (Roma) \| |
| Arbitro:                                        | Doveri (Roma) |               |          |                                                                      |

| Arbitro: | Daniele Orsato (Schio) |

|                         |           |              |
| Pinilla 11’, 39’ (rig.) | Marcatori | 73’ Cuadrado |

| Catania 7 aprile 2013, ore 15:00 CEST 31ª giornata | Catania               | 0 – 0 referto | Cagliari | Stadio Angelo Massimino (12.594 spett.)\| Arbitro: \| Paolo Valeri (Roma 2) \| |
| Arbitro:                                           | Paolo Valeri (Roma 2) |               |          |                                                                                |

| Arbitro: | Celi (Bari) |

|                         |           |  |
| Pinilla 63’ (rig.), 76’ | Marcatori |  |

| Arbitro: | De Marco (Chiavari) |

|                                          |           |                    |
| Astori 48’ (aut.) Cavani 64’ Insigne 94’ | Marcatori | 18’ Ibarbo 71’ Sau |

| Arbitro: | Rocchi (Firenze) |

|  |           |             |
|  | Marcatori | 56’ Pereyra |

| Verona 4 maggio 2013, ore 18:00 CEST 35ª giornata | Chievo           | 0 – 0 referto | Cagliari | Stadio Marcantonio Bentegodi (7.000 spett.)\| Arbitro: \| Pinzani (Empoli) \| |
| Arbitro:                                          | Pinzani (Empoli) |               |          |                                                                               |

| Arbitro: | Fabbri (Ravenna) |

|  |           |          |
|  | Marcatori | 80’ Rosi |

| Arbitro: | Calvarese (Teramo) |

|             |           |            |
| Vučinić 61’ | Marcatori | 12’ Ibarbo |

| Arbitro: | Giannoccaro (Lecce) |

|             |           |  |
| Dessena 75’ | Marcatori |  |

### Coppa Italia

#### Turni preliminari
| Arbitro: | Peruzzo (Schio) |

|                            |           |                       |
| Pinilla 23’ Larrivey 90+2’ | Marcatori | 68’ (rig.) Di Gennaro |

| Arbitro: | Baracani (Firenze) |

|                                         |           |                               |
| Thiago Ribeiro 6’, 21’, 61’ Pinilla 77’ | Marcatori | 33’ (rig.) Cascione 79’ Weiss |

#### fase finale
| Arbitro: | Guida (Torre Annunziata) |

|              |           |  |
| Giovinco 57’ | Marcatori |  |

## Statistiche

### Statistiche di squadra
| Competizione | Punti | In casa | In casa | In casa | In casa | In casa | In casa | In trasferta | In trasferta | In trasferta | In trasferta | In trasferta | In trasferta | Totale | Totale | Totale | Totale | Totale | Totale | DR  |
| Competizione | Punti | G       | V       | N       | P       | Gf      | Gs      | G            | V            | N            | P            | Gf           | Gs           | G      | V      | N      | P      | Gf     | Gs     | DR  |
| ------------ | ----- | ------- | ------- | ------- | ------- | ------- | ------- | ------------ | ------------ | ------------ | ------------ | ------------ | ------------ | ------ | ------ | ------ | ------ | ------ | ------ | --- |
| Serie A      | 47    | 19      | 8       | 4       | 7       | 24      | 24      | 19           | 4            | 7            | 8            | 19           | 31           | 38     | 12     | 11     | 15     | 43     | 55     | -12 |
| Coppa Italia | -     | 2       | 2       | 0       | 0       | 6       | 3       | 1            | 0            | 0            | 1            | 0            | 1            | 3      | 2      | 0      | 1      | 6      | 4      | +2  |
| Totale       | -     | 21      | 10      | 4       | 7       | 30      | 27      | 20           | 4            | 7            | 9            | 19           | 32           | 41     | 14     | 11     | 16     | 49     | 59     | -10 |

### Andamento in campionato
| Giornata  | 1  | 2  | 3  | 4  | 5  | 6  | 7  | 8  | 9 | 10 | 11 | 12 | 13 | 14 | 15 | 16 | 17 | 18 | 19 | 20 | 21 | 22 | 23 | 24 | 25 | 26 | 27 | 28 | 29 | 30 | 31 | 32 | 33 | 34 | 35 | 36 | 37 | 38 |
| --------- | -- | -- | -- | -- | -- | -- | -- | -- | - | -- | -- | -- | -- | -- | -- | -- | -- | -- | -- | -- | -- | -- | -- | -- | -- | -- | -- | -- | -- | -- | -- | -- | -- | -- | -- | -- | -- | -- |
| Luogo     | T  | C  | T  | C  | T  | C  | T  | C  | T | C  | T  | C  | T  | C  | T  | C  | T  | C  | T  | C  | T  | C  | T  | C  | T  | C  | T  | C  | T  | C  | T  | C  | T  | C  | T  | C  | T  | C  |
| Risultato | P  | N  | N  | P  | P  | P  | V  | V  | V | V  | P  | N  | N  | P  | P  | P  | P  | P  | P  | V  | N  | N  | V  | N  | V  | V  | P  | V  | N  | V  | N  | V  | P  | P  | N  | P  | N  | V  |
| Posizione | 15 | 14 | 16 | 17 | 19 | 20 | 17 | 14 | 9 | 8  | 12 | 11 | 11 | 12 | 13 | 14 | 16 | 17 | 18 | 17 | 16 | 16 | 16 | 14 | 13 | 14 | 13 | 14 | 11 | 11 | 10 | 11 | 10 | 10 | 10 | 11 | 11 | 11 |

Fonte:  Serie A – Classifiche, su sport.sky.it, Sky Sport. URL consultato il 23 ottobre 2013 (archiviato dall'url originale il 4 novembre 2013).
Legenda:

Luogo: C = Casa; T = Trasferta. Risultato: V = Vittoria; N = Pareggio; P = Sconfitta.